# Andrés Arturo Mack
Andrés Arturo Mack (Canberra, Australia, 12 de noviembre de 1876 – Vicente López, Provincia de Buenos Aires, Argentina, 6 de octubre de 1936) fue un futbolista y profesor australiano nacionalizado argentino que se desempeñó en Alumni Athletic Club y la selección argentina de fútbol.

## Biografía
Mack llegó a la Argentina en 1894, tras obtener el Bachelor of Arts en la Universidad de Cambridge. Ingresó como profesor de matemática y deportes en la escuela Buenos Aires English High School. A pesar de su edad, integró en varias oportunidades el equipo, hasta la disolución del club. Estuvo presente en el primer partido oficial de la selección argentina, contra Uruguay el 16 de mayo de 1901.
En 1914 regresó a Europa en plena Primera Guerra Mundial, donde se unió a los Royal Army Medical Corps, pero se le dio de baja tras ser herido en una pierna. Cuando regresó a Buenos Aires, continuó dando clases hasta su muerte.

## Clubes
| Club                | País      | Año       | PJ  | G  |
| ------------------- | --------- | --------- | --- | -- |
| Lobos Athletic Club | Argentina | 1898-1899 | 33  | 6  |
| English High School | Argentina | 1900-1901 | 16  | 3  |
| Alumni              | Argentina | 1901-1911 | 200 | 43 |
| Selección           | Argentina | 1901      | 1   | 0  |
| Total               |           | 1898-1911 | 250 | 52 |

## Palmarés

### Torneos nacionales oficiales
- Primera División de Argentina (10): 1900, 1902, 1903, 1905, 1906, 1907, 1909, 1910, 1911 y 1912.
- Copa de Competencia Jockey Club (3): 1907, 1908 y 1909.
- Copa de Honor Municipalidad de Buenos Aires (2): 1905 y 1906.

### Torneos internacionales oficiales
- Copa de Honor Cousenier (1): 1906.
- Copa Competencia Chevallier Boutell (5): 1903, 1906, 1907, 1908 y 1909.